# François Sarhan
 (juin 2022).
Si vous disposez d'ouvrages ou d'articles de référence ou si vous connaissez des sites web de qualité traitant du thème abordé ici, merci de compléter l'article en donnant les références utiles à sa vérifiabilité et en les liant à la section « Notes et références ».
François Sarhan (né le 30 septembre 1972 à Rouen) est compositeur français de musique contemporaine, metteur en scène et réalisateur.

## Biographie
François Sarhan obtient un Premier prix de composition (2000) et un premier Prix d’analyse (1999) au Conservatoire national supérieur de musique et de danse de Paris, et se forme auprès de compositeurs tels que Brian Ferneyhough, J. Harvey, ou encore Magnus Lindberg, à l'Ircam. Ses compositions musicales sont jouées exclusivement dans des festivals et manifestations de musique contemporaine spécialisée, entre autres, Donaueschingen (2007), Musica (Strasbourg 2007), Lange Nacht der neuen Klänge (Vienne, 2002), Brighton Festival (2001), Automn in Moscow (Moscou), Octobre en Normandie, Two days and two nights of music (Odessa), Göteborg Art Sound (Göteborg 1999 et 2003), le Festival d'Art lyrique d'Aix-en-Provence (2003), Maërzmuik (Berlin), Eclat (Stuttgart), et le 70e anniversaire de Pierre Boulez (théâtre des Champs-Elysées, Paris 1995). Parmi ses compositions : Nuit sans date pour voix et électronique, sur un poème de Jacques Roubaud, créé en 2001 à l’Ircam ; Homework pour 6 musiciens dont un solo de percussion corporelle, créé à Witten en 2008 ; The Face in Ashes pour l'orchestre de Prague, créé en 2002 au Konzerthaus de Vienne, le cycle Bobok, pour cordes (2002-2006). Il fonde en 2002 un collectif, CRWTH, (chorégraphie, théâtre, musique, installation), avec lequel il réalise des concerts et des spectacles. Après un CD monographique pour le label français Zig-Zag territoires (sorti en février 2004), il a publié une Histoire de la Musique (éditions Flammarion, 2004). Il était compositeur invité d'honneur des Universités de Manchester et de Witten pour la saison 2006-2007. Compositeur en résidence à l'Arsenal de Metz (2005-2007) il a réalisé en 2008 un spectacle en collaboration avec William Kentridge intitulé Telegrams from the Nose, et en 2010 un opéra de chambre  avec l'ensemble vocal suédois Vox, Johanne Saunier, Miquel Bernat, le quatuor Diotima et Jim Clayburgh, sur un livret de Jacques Roubaud : A King, Lear.

## Scène
François Sarhan met en scène lui-même ses projets de théâtre musical, dont il réalise aussi les scénographies. Il est aussi parfois son propre interprète, comme dans le spectacle en collaboration avec William Kentridge où il est narrateur, ou l'Nfer, avec l'ensemble Ictus en 2007.
En 2017 il réalise son premier long métrage, Der Koffer (ou The Suitcase), pour lequel il fabrique lui-même les décors en papier.

## Compositions
Les œuvres de François Sarhan se groupent en cycles : la Fleur Inverse, (d´après Jacques Roubaud), Crwth (du nom de son collectif), Von d'r Wiige bis zum G. (du berceau à la T. , selon l'orthographe de l'artiste suisse Adolf Wölfli), Log Book (pièces autobiographiques).
- 5 études pour alto et orchestre (2005)
- série d'Esquisses pour différentes formations (1996-2003)
- crWth
- Hell (a small detail) (2001)
- Encyclopédie œuvre radiophonique (2002)
- Missing pour 5 instruments et électronique (repris dans l'Nfer)
- Testimony (2007) pour narrateur et 20 musiciens (créé par le compositeur et l'Ensemble Modern), textes de Charles Reznikoff
- L'Nfer, un point de détail pour narrateur et ensemble (2006), créé par l'Ensemble Ictus
- Ô Piano, pour piano et électronique (2012)
- The Name of the Song pour 6 musiciens, narrateur et électronique (2007), texte de Lewis Carroll.
- Ephémère Enchainé, pour 17 musiciens, électronique, vidéo, narrateur. (2000-2019) (reprend l'Nfer, Musik, l'Encyclopédie)
- Zentral Park, pour 7 musiciens et électronique (2015)
- Soleil fond sans fin (2015) œuvre radiophonique
- Bon Pied, Bel Œil, pour flûte, fender rhodes et électronique (2010)
- Situations (2008-2020), 35 pièces pour 1 à 4 interprètes
- Musik, pour 9 musiciens et électronique (2014)
- Potence à Paratonnerre, pour 11 musiciens (2017)
- Log Book (2019-) pour diverses formations

### Œuvres vidéo
- Der Koffer (the Suitcase) long métrage (2017-2019)
- Prague, court métrage (25 min), 2019
- Lâchez tout, long métrage, 2013
- Corps aveugle, court métrage (2012)
- La vie des bêtes, faux documentaire animalier (2011)
- l'Orgue Accord, court métrage d'animation (2008)
- Interludio Erotico, court métrage d'animation (2008)
- Joséphine, court métrage d'animation (2008)

### Collaborations
- J Svankmajer's magnetic Fields, théâtre musical, d'après quatre courts métrages de Jan Švankmajer, 2013 (65')
- A King Lear, opéra de chambre, livret de Jacques Roubaud, 2010 (90')
- Telegrams from the Nose, théâtre musical, avec William Kentridge (video et mise en scène) pour 5 musiciens, 2008-2020 (60')
- Set, musique pour la danse, avec François Raffinot (danse, vidéo et mise en scène) pour bande, 2006 (60')
- Kyrielle du Sentiment des Choses, opéra de chambre, livret de Jacques Roubaud, 2002 (65')
- Les Articulations de la Reine (2004), spectacle de théâtre d'objets, réalisé avec Fred Pommerehn, Anja Hempel et Bertrand Raynaud

### Œuvres scéniques
- Kyrielle du Sentiment des Choses (2002), spectacle musical donné au Festival d'Art lyrique d'Aix-en-Provence en 2003. Révisé en 2004, livret de Jacques Roubaud
- Philosophie dans le Boudoir, théâtre musical d'après Ulrike Meinhoff et D.A.F de Sade, pour 6 voix (2015)
- Nacht bis Acht (2018), théâtre musical pour les enfants
- Lear Summaries pour 4 voix (2000-2007), textes de Jacques Roubaud, d'après William Shakespeare
- One Shot Train, théâtre musical, pour 5 musiciens (2017)
- Homework, théâtre musical, pour 1 à 6 interprètes, 2008
- The Last Lighthouse Keepers, théâtre musical pour 4 interprètes (2013)
- l'Encyclopédie du prof. Glaçon, cycle de conférences-performances, divers instruments, avec vidéo et text (2008-2020)
- The Right Ear, théâtre musical pour 6 musiciens et vidéo (2020)

## Discographie
- François Sarhan: Wandering Rocks – performed by Zwerm guitar quartet. Lamuse Records, 2017
- François Sarhan: Pop Up – l'Nfer and Orloff performed by Ictus Ensemble. Sismal Records, 2012
- François Sarhan: Hell (a small detail) – pieces performed by ensemble Sic, the Rosamonde Quartet. Zig Zag Records, 2003